# A Smile from the Trenches
A Smile from the Trenches (abreviado ASFTT) fue una banda de post hardcore, formada entre los años 2006 y 2010. La banda lanzó solo un EP homónimo y un álbum de estudio, Leave the Gambling for Vegas, también son conocidos por hacer un cover a la canción Bad Romance, de Lady Gaga. La banda formó parte del Warped Tour, en el año 2007, con bandas como A Skylit Drive, Emarosa y Escape The Fate.
Leave the Gambling for Vegas se lanzó el 13 de octubre de 2007 e incluía 2 sencillos, Juicifruit y Bad Romance. El 15 de mayo de 2010, Derek Jones deja la banda, para unirse a Falling in Reverse. El 27 de septiembre, la banda anunció un segundo álbum, el que nunca se lanzó, ya que la banda quedó en hiato. Ahmad Alkurabi se encuentra desde diciembre en la banda Maleva.

## Miembros
Última formación
- Stoney Anderson - voces (2006-2010)

Antiguos miembros
- Derek Jones - guitarra rítmica (2007-2010, fue miembro de Falling in Reverse hasta su fallecimiento en 2020)
- Ahmad Alkurabi - voces, guitarra principal (2006-2010, actualmente en Maleva)
- Stephen Johnson - bajo, coros (2008-2010)
- Brent Javier - batería, percusión (2006-2007; 2008-2010)
- Larren Oliver - guitarra rítmica (2006-2007)
- Abe Guzman - bajo, coros (2006-2008)
- Tyler Scott - guitarras (2006-2008)

## Discografía
LP
- Leave the Gambling for Vegas (13 de octubre de 2009)
- TBA (Mediados del 2011, Nunca lanzado)

EP
- A Smile from the Trenches (EP, 29 de junio de 2007)

Sencillos
- Juicyfruit (10 de octubre de 2009)
- Bad Romance (9 de enero de 2010)